# لمويل كوك
لمويل كوك (بالإنجليزية: Lemuel Cook)‏ هو عسكري أمريكي، ولد في 10 سبتمبر 1759 في مقاطعة ليتشفيلد في الولايات المتحدة، وتوفي في 20 مايو 1866 في كلارندون في الولايات المتحدة.